# Апланат

«Апланат» («Рапид Ректилинеар»)
Принципиальная схема.

Аплана́т (от греч. а — отрицательная частица и plane — блуждание, отклонение, ошибка) — объектив, в котором исправлены сферическая и хроматическая аберрации, кома и дисторсия, а астигматизм исправлен для сравнительно небольшого углового поля. Апланат состоит из двух ахроматических линз, между которыми расположена диафрагма.
Само название «Апланат» (нем. Aplanat) было дано немецким оптиком Хуго Штейнхелем своему объективу, созданному в 1866 году. Практически одновременно, с разницей в несколько недель, идентичный объектив был предложен Джоном Далльмейером (англ. John Henry Dallmeyer) под названием Rapid Rectilinear.

## Особенности конструкции, история
Для однолинзовых объективов дисторсия представляет собой нерешаемую проблему. Поэтому, одновременно с появлением фотографии, начались попытки создания ортоскопических объективов симметричной конструкции. При этом апертурная диафрагма, расположенная между двумя одинаковыми компонентами объектива, выполняла роль плоскости симметрии всей системы. Такая конструкция, реализованная Хуго Штайнхелем (нем. Hugo Adolph Steinheil) в объективе «Перископ», эффективно устраняла дисторсию, но обладала выраженной хроматической аберрацией. В 1841 году Томас Дэвидсон (англ. Thomas Davidson) собрал симметричный объектив из двух ахроматов Шарля Шевалье (фр. Charles Louis Chevalier), а в 1844 году похожая конструкция из двух одинаковых менисков была создана Джорджем Канделлом (англ. George Smith Cundell).

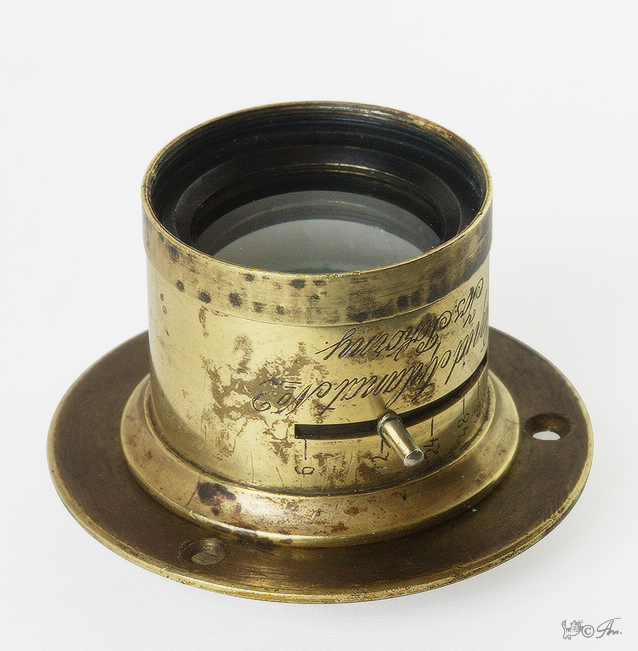
Объектив «Rapid Aplanat» конца XIX века

Однако, эти эксперименты ставились скорее по наитию, нежели на основании научных расчётов. И только к 1860 году после создания Робертом Боу (англ. Robert Henry Bow) и Томасом Саттоном (англ. Thomas Sutton) теории искажений, было доказано, что с помощью симметрии можно устранить не только искажения, но и такие аберрации, как хроматизм увеличения и кому. Также, в некоторой степени, разработке апланатов способствовало создание в 1857 году Томасом Граббом (англ. Thomas Grubb) ахроматического объектива, со значительно исправленной сферической аберрацией. Конструктивно, этот ахромат отличался менискообразностью составляющих его линз. Именно из ахроматов такого типа и состояли как Aplanat, так и Rapid Rectilinear. При условии исправления сферической аберрации могут быть использованы любые типы ахроматов.
Астигматизм апланатов зависит от расстояния между компонентами (иногда превышающего половину фокусного), и, часто, имеет небольшую отрицательную величину. Такое решение позволяет незначительно исправить «среднюю» кривизну поверхности изображения. Однако, убывание резкости по полю изображения остаётся столь интенсивным, что угловое поле апланатов не превышает 25—30°. По этой же причине светосила апланатов, как правило, невелика и ограничивалась f/8 (хотя, может достигать и f/3,0).
Резюмируя, можно сказать, что в пределах некоторого поля изображения, апланат свободен от четырёх из пяти монохроматических аберраций Зейделя (сферической аберрации, комы, астигматизма и дисторсии). И от двух хроматических аберраций (продольного хроматизма и хроматизма увеличения).

## Применение
Вместе с объективом Пецваля, апланат был основным типом объектива, использовавшегося фотографами в конце XIX и начале XX веков. Но уже к 1920-м годам был вытеснен анастигматами, обеспечивавшими несравнимо лучшую резкость по всему полю изображения, и более высокую светосилу при меньших габаритных размерах.
Позднее, значительно модифицированные, апланаты применялись в качестве кинопроекционных объективов. В основном, благодаря простоте своей конструкции и дешевизне изготовления. Светосила таких апланатов может достигать f/1,6. Хотя, ввиду значительности модификаций, относить эти объективы к апланатам можно только условно.